# Larry Parr
Lawrence Parr, más conocido como Larry Parr (21 de mayo de 1946-2 de abril de 2011), fue un jugador, editor y escritor de ajedrez estadounidense.
Nacido en 1946 y originario de Bothell (Washington), Parr trabajó entre 1985 y 1988 como editor de la revista Chess Life,  la publicación oficial de la Federación de Ajedrez de Estados Unidos. Posteriormente, Parr fue editor de la revista Glasnost, una publicación periódica antisoviética. Políticamente, Parr fue conocido por ser un apasionado ideólogo anticomunista, que se clasificaba a sí mismo como «liberal libertario». Fue muy amigo del Gran Maestro Larry Evans y, a menudo, colaboraron en varios proyectos. Parr jugó relativamente poco en ajedrez de competición y prefirió dedicarse más a escribir libros de ajedrez. En 1995, colaboró con el Gran Maestro Arnold Denker con el que publicó The Bobby Fischer I Knew And Other Stories. Falleció en 2011 en Malasia.

## Obras
- The Bobby Fischer I Knew And Other Stories. ISBN 1-84382-080-3[3]
- Secrets of the Russian Chess Masters: Fundamentals of the Game, Volume 1. ISBN 0-393-32452-4[5]
- Secrets of the Russian Chess Masters: Fundamentals of the Game, Volume 2. ISBN 0-393-32451-6[5]
- Pupols: American Master. ISBN 0-938650-31-9
- Tan Chin Nam: Never Say I Assume! (escritor fantasma para la autobiografía de Tan Chin Nam). ISBN 983-42884-9-2[6]

## Refereancias
1. 1 2  Associated Press (18 de marzo de 1989). «Three Chess-Playing Sisters Challenge Male Domination». Schenectady Gazette (en inglés). Consultado el 27 de enero de 2011.
2. ↑  Cruz, Humberto (17 de noviembre de 1985). «NEW CHAMPION'S STYLE 'INVOLVES RISK'». South Florida Sun (en inglés). Consultado el 28 de enero de 2011.
3. 1 2  McClain, Dylan Loeb (4 de enero de 2005). «Arnold Denker, 90, Champion And a Chronicler of Chess». The New York Times (en inglés). Consultado el 28 de enero de 2011.
4. ↑  ChessNinja.com, ed. (2 de abril de 2011). «Larry Parr 1946–2011» (en inglés). Consultado el 11 de abril de 2011.
5. 1 2  «Help Yourself». Dallas Morning News. 21 de septiembre de 1997. Consultado el 28 de enero de 2011.
6. ↑  Presnell, Max (14 de noviembre de 2008). «As always, Bart and benefactor think big». The Sydney Morning Herald (en inglés). Consultado el 28 de enero de 2011.